# Colin Farrell
Colin James Farrell (Castleknock, Dublin, 31 mei 1976) is een Iers acteur, bekend om zijn rollen in zowel grote Hollywoodfilms als arthouseproducties.

## Levensloop

### Jeugd
Farrell werd geboren in Castleknock, een voorstad van Dublin, als jongste van vier kinderen. Hij groeide op in een welgestelde omgeving en volgde onderwijs aan elitaire scholen. Farrell ontwikkelde op jonge leeftijd een interesse in acteren en begon zijn carrière met een rol in de populaire televisieserie Ballykissangel. Hij had een sterke band met zijn familie, vooral met zijn grootvader James Monaghan, naar wie hij zijn eerste zoon vernoemde.

### Carrière
Farrell brak door in 2000 met zijn hoofdrol in Tigerland, geregisseerd door Joel Schumacher. Daarna speelde hij in succesvolle films zoals Minority Report (2002), Phone Booth (2002) en Alexander (2004). Hoewel hij aanvankelijk bekendstond om zijn rollen in grote Hollywoodproducties, maakte hij later de overstap naar arthousefilms. Hij werkte samen met regisseurs zoals Yorgos Lanthimos in The Lobster (2015) en The Killing of a Sacred Deer (2017), en kreeg in 2022 een Oscarnominatie voor zijn rol in The Banshees of Inisherin.

### Privéleven
Farrell kreeg in 2003 een zoon, James Padraig Farrell, met model Kim Bordenave. In 2007 onthulde Farrell dat zijn zoon het syndroom van Angelman heeft, een zeldzame genetische aandoening. In 2024 richtte hij de Colin Farrell Foundation op, een organisatie die zich inzet voor de ondersteuning van volwassenen met een verstandelijke beperking, geïnspireerd door zijn zoon.
Hij heeft ook een tweede zoon, Henry Tadeusz Farrell, geboren in 2009, uit zijn relatie met actrice Alicja Bachleda-Curuś.

## Filmografie
- Bibsys: 2083246
- Biblioteca Nacional de España: XX1602133
- Bibliothèque nationale de France: cb14176408n (data)
- Catàleg d'autoritats de noms i títols de Catalunya: 981058508485706706
- Gemeinsame Normdatei: 130525669
- International Standard Name Identifier: 0000 0001 2133 8295
- Library of Congress Control Number: no2003061380
- Nationale Bibliotheek van Letland: 000294879
- MusicBrainz: 5637c6d5-c4d0-4512-88ff-01658951f98f
- Nationale Bibliotheek van Tsjechië: xx0029177
- Nationale bibliotheek van Australië: 42203391
- Nationale Bibliotheek van Israël: 987007453082005171
- Nationale Bibliotheek van Polen: a0000001898904
- Nederlandse Thesaurus van Auteursnamen: 242937772
- Istituto Centrale per il Catalogo Unico: UBOV721046
- SNAC: w62v5486
- Système universitaire de documentation: 084292172
- Trove: 1457147
- Virtual International Authority File: 55257112
- WorldCat: E39PBJvhjjkfyF6f3vbjVTfKBP